# Martin Kinkel
Martin Kinkel (* 4. Dezember 1964 in Wiesbaden) ist ein deutscher Film- und Fernsehregisseur.
Er ist geboren und aufgewachsen in Wiesbaden und lebt dort. Neben seinem künstlerischen Schaffen engagiert er sich in sozialen Projekten, etwa im Kirchenvorstand der Marktkirche Wiesbaden, als auch im Johanniterorden. Er hat eine Tochter.
Kinkel war 11 Jahre als Regieassistent tätig, bevor er 2003 seine erste Regie für die ZDF-Krimiserie Der Ermittler übernahm.

## Filmografie (Auswahl)
- 2025: Ein starkes Team: Fast perfekte Morde
- seit 2022: SOKO Linz
- 2022: Ein starkes Team: Im Namen des Volkes
- 2022: Ein starkes Team: Schulzeit
- 2021: Ein starkes Team: Man lebt nur zweimal
- 2021: SOKO Linz
- 2007–2021: Der Staatsanwalt div. Folgen
- 2010–2022: SOKO Kitzbühel div. Folgen
- 2019: Ein starkes Team: Scharfe Schnitte
- 2017: Ein starkes Team: Wespennest
- 2017: Ein starkes Team: Familienbande
- 2016: Ein starkes Team: Treibjagd
- 2016: Ein starkes Team: Tod und Liebe
- 2009: Ein starkes Team: Dschungelkampf
- 2006: Schloss Einstein div. Folgen
- 2005: Die Rosenheim-Cops div. Folgen
- 2003–2004: Der Ermittler div. Folgen